# Wittenbeck
Wittenbeck ist eine Gemeinde im Landkreis Rostock in Mecklenburg-Vorpommern (Deutschland). Die Gemeinde wird vom Amt Bad Doberan-Land mit Sitz in der gleichnamigen Stadt verwaltet.

## Geographie
Die Gemeinde liegt zwischen der Ostseeküste, dem Höhenzug Kühlung, dem ältesten deutschen Seebad Heiligendamm sowie den Städten Kühlungsborn und Bad Doberan. Zu Wittenbeck gehören die Ortsteile Hinter Bollhagen und Klein Bollhagen.

### Hinter Bollhagen

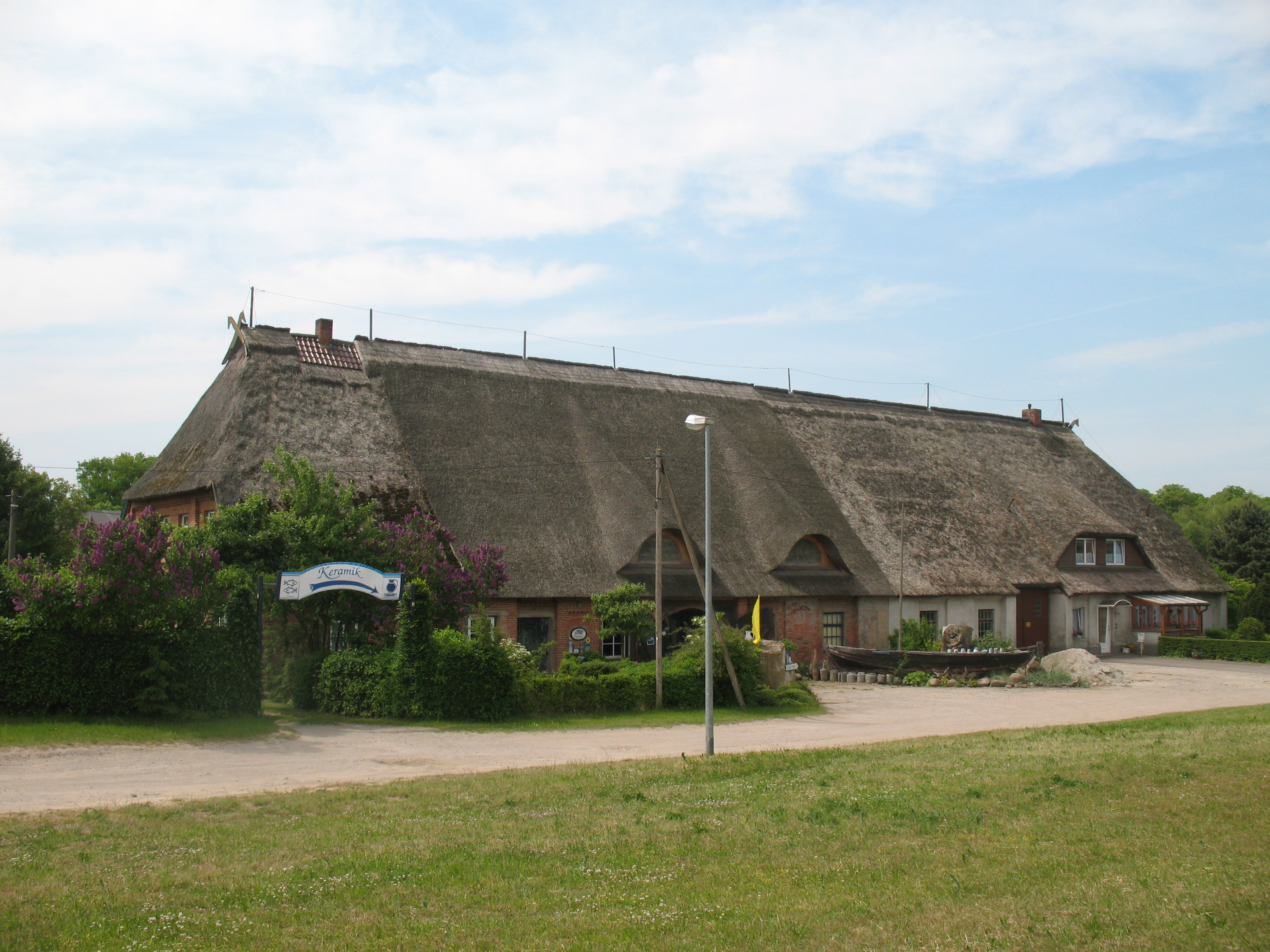
Gehöft am Nordrand von Hinter Bollhagen

Hinter Bollhagen ist ein Ortsteil von Wittenbeck und liegt im Osten der Gemeinde, etwa zwei Kilometer südlich der Ostseeküste. Die Ortschaft ist Standort des Wasserwerks Kühlung, das die Städte Bad Doberan, Kühlungsborn und die umliegenden Gemeinden versorgt.
Während des G8-Gipfels in Heiligendamm 2007 befand sich bei Hinter Bollhagen ein Kontrollpunkt mit Sicherheitsschleuse an der Absperrung um Heiligendamm.

### Klein Bollhagen
Der Reiterverein Wittenbeck richtet hier seit 1979 die Kreismeisterschaften aus und veranstaltet ein jährliches Reitturnier.

## Geschichte
Am 1. Juli 1950 wurden die bis dahin eigenständigen Gemeinden Hinter Bollhagen und Klein Bollhagen eingegliedert.

## Politik

### Wappen
Das von der Rostockerin Susanne Peters gestaltete Wappen wurde am 3. April 1997 durch das Innenministerium genehmigt und unter der Nr. 124 der Wappenrolle von Mecklenburg-Vorpommern registriert.
Blasonierung: „Geteilt durch eine silberne Wellenschrägleiste; oben in Blau drei (2:1) silberne Muscheln; unten in Grün ein schräg liegender schwarzer Sanddornzweig mit sechs silbernen Blättern und sechs goldenen Früchten.“

## Sehenswürdigkeiten
→ Siehe auch Liste der Baudenkmale in Wittenbeck
- Gutshaus Klein Bollhagen: Eingeschossiger Putzbau mit einem zweigeschossigen  Zwerchgiebel und einem Reetdach.

## Sport

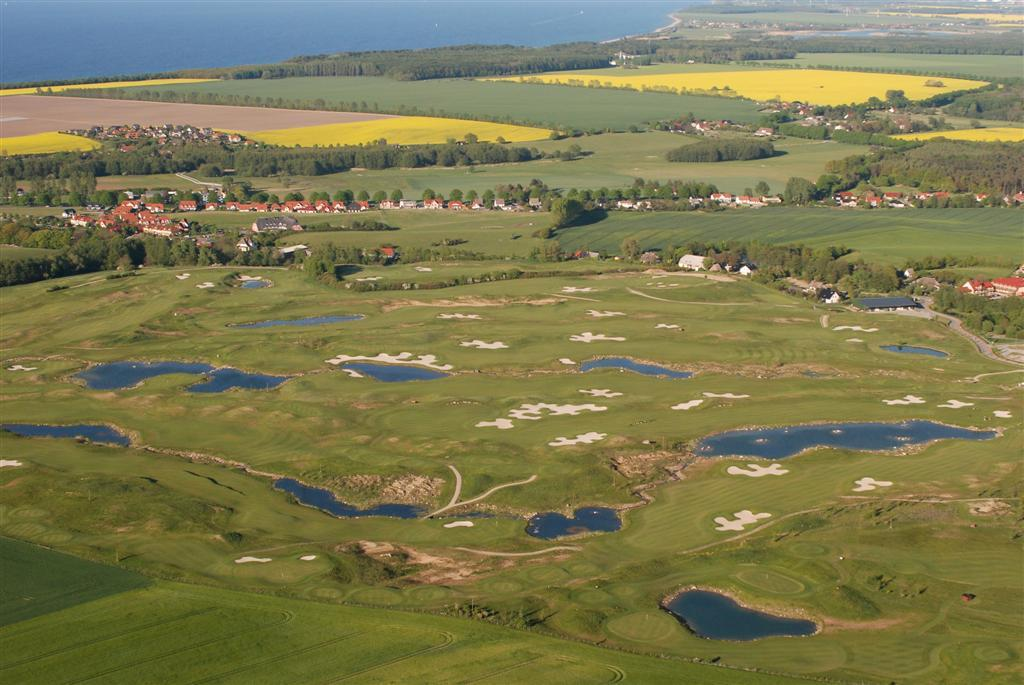
Golfplatz Wittenbeck

An der Gemeindegrenze zu Kühlungsborn befindet sich der Golfplatz Wittenbeck mit einem 18-Loch-Meisterschaftskurs und einem Neun-Loch-Golfplatz.
Der seit 1953 bestehende Fußballverein SV Wittenbeck ist auf der Sportanlage an der Kühlungsborner Straße aktiv.